# Vladimír Šmilauer
Vladimír Šmilauer (ur. 5 grudnia 1895 w Pilźnie, zm. 13 października 1983 w Pradze) – czeski językoznawca, bohemista, słowacysta i onomastyk.